# Premuda - vanjska strana
Premuda - vanjska strana este o arie protejată (sit de importanță comunitară — SCI) din Croația întinsă pe o suprafață de 991,03 ha, integral marine.

## Localizare
Centrul sitului Premuda - vanjska strana este situat la coordonatele 44°19′59″N 14°35′53″E / 44.333°N 14.598°E.

## Înființare
Situl Premuda - vanjska strana a fost declarat sit de importanță comunitară în iulie 2013 pentru a proteja un număr necunoscut de specii din flora spontană și fauna sălbatică aflate în arealul zonei.

## Biodiversitate
Situată în ecoregiunea marină mediteraneană, aria protejată conține 3 habitate naturale: Straturi cu Posidonia (Posidonion oceanicae), Recifuri, Peșteri marine scufundate complet sau parțial.
La baza desemnării sitului se află un număr nedeclarat de specii protejate.